# Mercedes-Benz 450 SEL 6.9
Der Mercedes-Benz 450 SEL 6.9 wurde im Mai 1975 als neues Spitzenmodell der bereits 1972 auf den Markt gebrachten Baureihe 116 präsentiert; die Produktion begann im September 1975. Er war bereits serienreif, als die Modelle 450 SE/SEL im März 1973 auf dem Genfer Auto-Salon vorgestellt wurden; wegen der Ölpreiskrise im Herbst 1973 verschob Daimler-Benz jedoch die Markteinführung um eineinhalb Jahre.

## Modellgeschichte
Sein Motor (M 100) war von dem des Vorgängermodells 300 SEL 6.3 der Modellreihe W 109 abgeleitet. Durch Erweiterung der Zylinderbohrung von 103 auf 107 Millimeter bei gleichbleibendem Hub stieg der Hubraum auf 6.834 cm³, um die durch Emissionsschutzmaßnahmen und komfortbedingte Nebenantriebe entstandenen Leistungsverluste auszugleichen.
Das Verdichtungsverhältnis wurde von 9,0:1 auf 8,8:1 gesenkt.
Die Einspritzanlage des 300 SEL 6.3 mit mechanischer Achtstempel-Einspritzpumpe wurde durch die vom Motorantrieb unabhängige und kontinuierlich arbeitende Bosch K-Jetronic ersetzt, die einfacher aufgebaut und weniger störanfällig war, sich problemlos an damals geltende Abgasnormen anpassen ließ und den Verbrauch verringerte.
Es wurde auf Trockensumpfschmierung umgestellt, weil der große Motor nur ohne Ölwanne unter der flachen Haube unterzubringen war. Ein zwölf Liter fassender Ölbehälter wurde im rechten Vorderkotflügel platziert, das Öl musste nur alle 15.000 Kilometer gewechselt werden.
Die Nennleistung des 450 SEL 6.9 beträgt 210 kW (286 PS), das maximale Drehmoment 550 Nm bei 3.000/min. Zwischen 1.000 und 4.200 Umdrehungen fällt das Drehmoment nicht unter 490 Nm. Laut Werksangaben erreicht der 450 SEL 6.9 eine Spitzengeschwindigkeit von 225 km/h und 0–100 km/h in 7,4 Sekunden. Messungen von auto motor und sport aus dem Jahr 1975 ergaben eine Höchstgeschwindigkeit von 234 km/h und einen Testverbrauch von 23,2 Liter auf 100 Kilometer.
Im Test der Automobil Revue 1976 wurden 0–100 km/h in 7,8 Sekunden, 0–200 km/h in 33,7 Sekunden und eine Höchstgeschwindigkeit von 237 km/h erreicht, der Gesamttestverbrauch betrug 19,9 Liter auf 100 Kilometer.
Statt mit der Luftfederung des 300 SEL 6.3 war der 450 SEL 6.9, ähnlich wie viele Citroën-Modelle, serienmäßig mit einer Hydropneumatik ausgestattet, einem mit Gas und Drucköl arbeitenden System. Dabei wurde die Fahrzeugmasse von vier Gasfederelementen getragen, die über Hydraulikzylinder, die gleichzeitig als Stoßdämpfer wirkten, mit den Radaufhängungen gekoppelt waren. Die Speicher waren untereinander und mit zwei Steuereinheiten durch ein Leitungssystem verbunden.
Der Hauptvorteil der „Öl-Gas“-Federung war die automatische Niveauregulierung, die unabhängig von der Belastung des Fahrzeugs eine konstante Horizontallage des Karosserieaufbaus sowie konstante Federwege ermöglichte. Dadurch konnte die Federung sehr weich sein, ohne die Fahrstabilität zu beeinträchtigen.
Zuvor hatte man bei Mercedes nur eine auf die Hinterachse beschränkte Ausführung in Serie gebracht, so bei den Typen 600 und 300 SE. Für das Befahren schlechter Wegstrecken konnte die Bodenfreiheit im 6.9 per Zugschalter an der Armaturentafel um vier Zentimeter erhöht werden, allerdings unter Komforteinbußen. Der 450 SEL 6.9 wurde auf dem Titelblatt von auto motor und sport 21/1975 als Das beste Auto der Welt bezeichnet, n-tv überschrieb eine Rückblende 2015 mit Das beste Auto der Welt wird 40. Die serienmäßige Ausstattung des 450 SEL 6.9 enthielt eine Klimaanlage, wärmedämmendes Glas, heizbare Heckscheibe, Zentralverriegelung, Tempomat, elektrische Fensterheber, Scheinwerfer-Reinigungsanlage, Velourspolster und Automatik-Sicherheitsgurte, sowohl an den Vordersitzen als auch im Fond. Natürlich gab es auch Sonderausstattungen, erwähnenswert sind hier das elektrische Schiebedach für 987,90 DM und das hochexklusive Autotelefon Becker AT 160 S für 13.542 DM.

## Stückzahl und Preis
Äußerlich ist der 450 SEL 6.9 nur anhand der Heckaufschrift, der kleinen Frontspoilerlippe, dem etwas größeren Auspuffendrohr-Durchmesser und Reifen der Dimension 215/70VR14 oder 225/60VR15 von den schwächeren Modellen der Baureihe 116 zu unterscheiden. In der lediglich viereinhalbjährigen Produktionszeit zwischen 1975 und 1980 verließen 7.380 Fahrzeuge des Typs 450 SEL 6.9 das Werk Sindelfingen. Die Preisliste Nr. 16 mit Datum vom 28. Januar 1976 listete 69.930,00 DM als Grundpreis für das Topmodell der Baureihe 116. Unter Berücksichtigung der Inflation entspricht das einer heutigen Kaufkraft von etwa 111.918 Euro. Zum Vergleich: Das Einstiegsmodell der Baureihe 116, der 280 S, kostete 28.848,90 DM, der 200 der Baureihe W 115 war im Jahr 1976 für 18.381,60 DM zu haben.

## Berühmte Besitzer des Mercedes 450 SEL 6.9
Der Mercedes 450 SEL 6.9 war in den 1970er Jahren ein Fahrzeug der absoluten Spitzenklasse, das mit außergewöhnlicher Leistung, höchstem Komfort und modernster Technik überzeugte. Dank seiner Kombination aus luxuriöser Ausstattung und beeindruckender Motorleistung wurde das Modell nicht nur bei Automobilenthusiasten geschätzt, sondern auch von zahlreichen Prominenten gewählt. Bis heute tauchen bei Auktionen immer wieder Exemplare auf, die einst von berühmten Persönlichkeiten gefahren wurden, und erzielen hohe Preise. Diese Fahrzeuge befinden sich häufig auch im Besitz von Sammlern. Einige der bekanntesten Besitzer dieses Modells waren unter anderem die Familie Wiesenthal, Fußballlegende Franz Beckenbauer und Schah Reza Pahlavi, der ehemalige Kaiser von Persien.

## Technische Daten

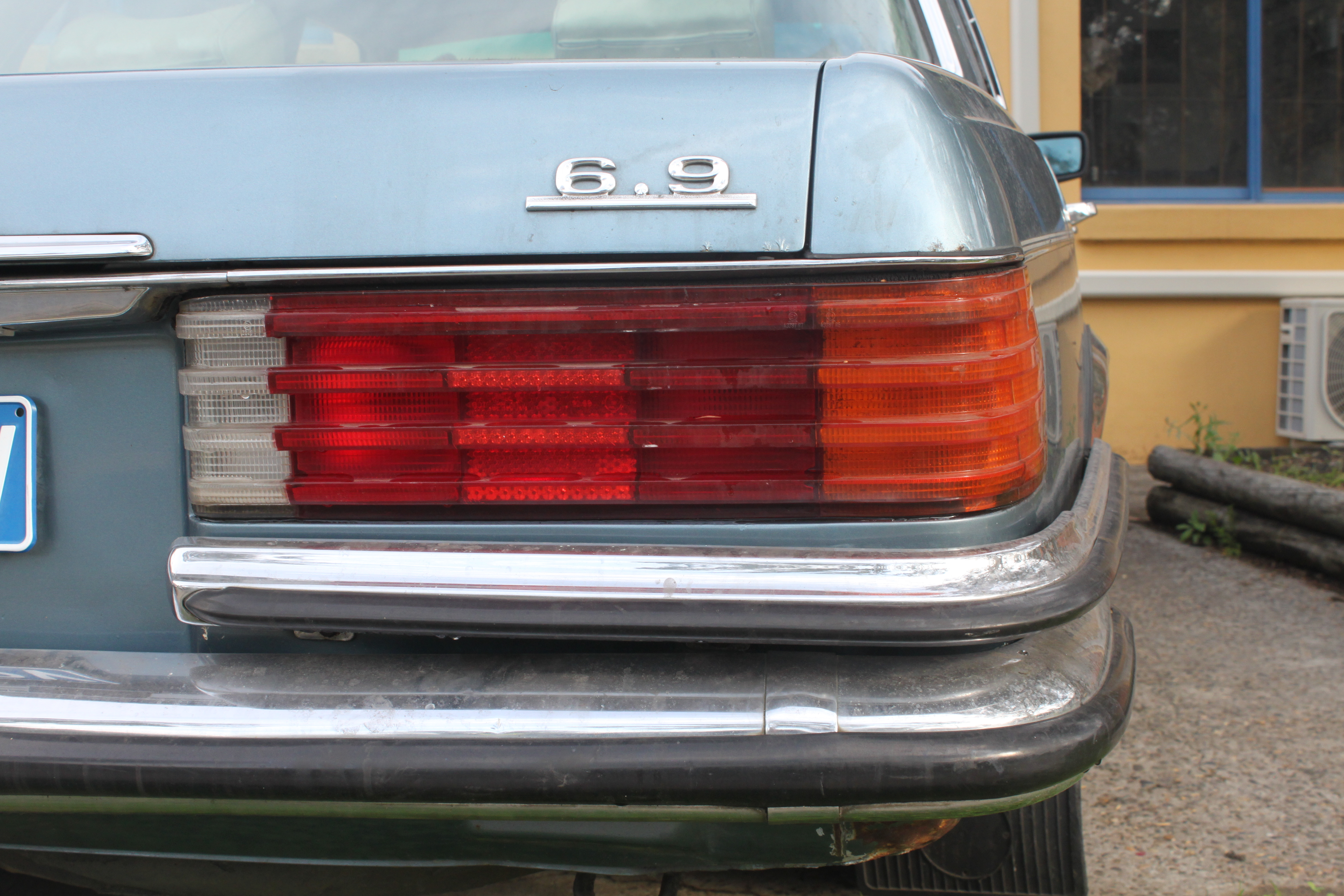
Schriftzug „6.9“

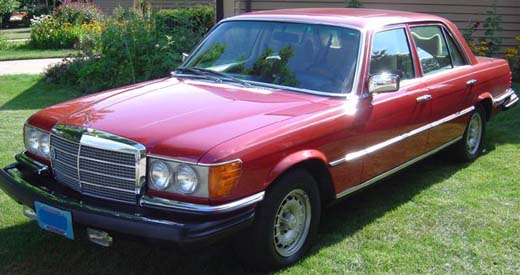
US-Version mit Sealed-Beam-Scheinwerfern

| 450 SEL 6.9                        | 450 SEL 6.9                                             |
| ---------------------------------- | ------------------------------------------------------- |
| Motor                              | M 100 E 69 / 100.985                                    |
| Zylinder                           | 8                                                       |
| Hubraum                            | 6.834 cm³                                               |
| Bohrung × Hub                      | 107 × 95 mm                                             |
| Verdichtung                        | 8,8 : 1                                                 |
| Leistung                           | 210 kW (286 PS) bei 4.250/min                           |
| Max. Drehmoment                    | 550 Nm bei 3.000/min                                    |
| Zul. Höchstdrehzahl                | 5.300/min                                               |
| Einspritzanlage                    | Bosch K-Jetronic                                        |
| Getriebe                           | Hydr. Wandler und 3-Gang-Planetengetriebe               |
| Getriebe-Übersetzung               | I. 2,31; II. 1,46; III. 1,0; R. 1,84                    |
| Antrieb                            | Hinterradantrieb                                        |
| Hinterachsübersetzung              | 2,65                                                    |
| Radaufhängung vorn                 | Doppelquerlenkerachse mit hydropneum. Niveauregulierung |
| Radaufhängung hinten               | Diagonalpendelachse mit hydropneum. Niveauregulierung   |
| Bremsen                            | Scheibenbremsen vorn und hinten                         |
| Felgengröße                        | 6 1/2 J x 14 H 2                                        |
| Reifengröße                        | 215/70 VR 14 (Sommer); 205/70 SR 14 M+S (Winter)        |
| Leergewicht                        | 1.935 kg                                                |
| Zul. Gesamtgewicht                 | 2.420 kg                                                |
| Achslastverteilung vorn/hinten     | 56/44 %                                                 |
| Spurbreite vorn/hinten             | 1.521/1.505 mm                                          |
| Länge/Breite/Höhe                  | 5.060/1.870/1.410 mm                                    |
| 0–100 km/h                         | 7,4 Sekunden                                            |
| Höchstgeschwindigkeit              | 225 km/h                                                |
| Kraftstoffverbrauch nach DIN 70030 | 16 Liter Super/100 km                                   |
| Tankinhalt                         | 96 Liter                                                |
| Motoröl-Wechselintervall           | 15.000 km                                               |

## Testwerte
Test in Automobil Revue 29/1976
- 0–40 km/h 2,3 s
- 0–60 km/h 3,6 s
- 0–80 km/h 5,6 s
- 0–100 km/h 7,8 s
- 0–120 km/h 10,7 s
- 0–140 km/h 14,0 s
- 0–160 km/h 18,6 s
- 0–180 km/h 24,7 s
- 0–200 km/h 33,7 s
- 1 km mit stehendem Start 28,0 s
- Höchstgeschwindigkeit 237 km/h
- Bremsweg aus 60 km/h 15 m (Verzögerung 9,2 m/s²)
- Gesamttestverbrauch 19,9 l/100 km
- Ölverbrauch 0,6 l/1.000 km